# Marie Rognes
Pour les articles homonymes, voir Rognes (homonymie).
Marie Elisabeth Rognes est une mathématicienne norvégienne née en 1982.

## Formation et carrière
Elle obtient son master de mathématiques appliquées en 2005 puis son doctorat en 2009 au Centre for Mathematics for Applications, à l'Université d'Oslo, sous la direction de Ragnar Winther et Hans Petter Langtangen, avec une thèse intitulée « Mixed finite element methods with applications to viscoelasticity and gels ».
Elle est chercheuse au Simula Research Laboratory (en) en Norvège.

## Travaux
Les recherches de Marie Rognes concernent les méthodes numériques pour les équations aux dérivées partielles, en particulier l'analyse et l'implémentation de discrétisations préservant la structure et les propriétés telles que les méthodes des éléments finis.

## Prix et distinctions
En 2015 elle est lauréate du prix Wilkinson pour les logiciels de calcul numérique, avec Patrick Farrell (université d'Oxford), Simon Funke (Simula Research Laboratory (en)) et David Ham (Imperial College London), pour le développement de dolfin-adjoint, un package qui dérive automatiquement et résout des équations linéaires adjointes et tangentes avec des spécifications de haut niveau mathématique pour les discrétisations en éléments finis des équations aux dérivées partielles.
En 2018 elle est lauréate du Royal Norwegian Society of Sciences and Letters Prize for Young Researchers withinthe Natural Sciences décerné par la Société royale des lettres et des sciences de Norvège.